# Meoneura setipyga
Meoneura setipyga är en tvåvingeart som beskrevs av Papp 1976. Meoneura setipyga ingår i släktet Meoneura och familjen kadaverflugor.
Artens utbredningsområde är Mongoliet. Inga underarter finns listade i Catalogue of Life.